# Universal Parks & Resorts
Universal Parks & Resorts, também conhecido como Universal Studios Theme Parks ou Universal Theme Parks, é a divisão de parques temáticos da NBCUniversal, uma subsidiária da Comcast. A divisão, com sede em Orlando, Flórida, opera parques temáticos da Universal Studios e propriedades de resorts em todo o mundo. O Universal Parks & Resorts é mais conhecido por atrações e terras baseadas em propriedades famosas da cultura pop clássica e moderna (filmes, televisão, literatura, desenhos animados, quadrinhos, videogames, música etc.) não apenas da NBCUniversal, mas também de empresas de terceiros, para todos os seus parques.
Começou como uma atração turística na década de 1910 no Universal Studios Lot, em Universal City, perto de Los Angeles, Califórnia, e em 1964 se transformou em um destino de parque temático da Universal Studios Hollywood, onde os hóspedes podem ver os bastidores de filmes e programas de televisão, produzido pela Universal Pictures e ocasionalmente por outros, e aproveita a atração com base nos filmes e programas de televisão favoritos do mundo. A popularidade do Universal Studios Hollywood levou a Universal a construir parques na Flórida e no exterior.
Em 2017, aproximadamente 49 milhões de visitantes visitaram os parques temáticos da Universal Studios, tornando-o o terceiro maior operador de parque de diversões do mundo. É um grande concorrente da Disney Parks, Experiences and Products e Merlin Entertainments.

## Parques temáticos atuais

### Universal Studios Hollywood
O Universal Studios Hollywood se tornou o primeiro parque temático do Universal Studios quando abriu suas portas em 15 de julho de 1964, muito depois de ter sido originado como uma excursão no estúdio em 1915, depois que o fundador original da Universal, Carl Laemmle, inaugurou a Universal City, Califórnia, perto de Los Angeles . Em maio de 1993, o Universal CityWalk foi aberto do lado de fora dos portões do parque temático, com 65 restaurantes com tema de entretenimento, boates, lojas e pontos de entretenimento. Ele também contém os cinemas Cinemark Universal CityWalk, oferecendo 19 telas, incluindo um teatro IMAX e assentos no estilo de um estádio. Aproximadamente 415 acres (1,7 km²) fica dentro e ao redor da área circundante de Universal City, incluindo seu parque temático e o estúdio de cinema adjacente nas proximidades.

### Universal Orlando Resort
O Universal Orlando Resort (anteriormente chamado Universal Studios Escape) foi aberto ao público em 7 de junho de 1990, em Orlando, Flórida, a partir do Universal Studios Florida. Possui áreas temáticas e atrações baseadas na indústria cinematográfica.
Em 28 de maio de 1999, o Universal Orlando havia se expandido para um resort de férias, com a abertura do parque temático Islands of Adventure, apresentando várias ilhas temáticas que enfatizavam aventuras e personagens incorporados nas atrações. Simultaneamente, o Universal CityWalk foi adicionado para acomodar os hóspedes dentro do resort, levando aos dois parques. O Loews Portofino Bay Hotel no hotel Universal Orlando abriu no Universal Orlando Resort em setembro de 1999, seguido pelo Hard Rock Hotel em dezembro de 2000, Loews Royal Pacific Resort em fevereiro de 2001, Cabana Bay Beach Resort em 31 de março de 2014, Loews Sapphire Falls Resort em julho 7, 2016 e Universal's Aventura Hotel em 16 de agosto de 2018.
Em 1998, a Universal Orlando adquiriu o parque aquático Wet 'n Wild (fundado em 1977 pelo fundador do Seaworld, George Millay) e foi o principal parque aquático da empresa até ser fechado em 31 de dezembro de 2016, onde foi substituído por outro parque aquático Volcano Bay, que aberto em 25 de maio de 2017. O novo parque aquático é composto por 18 atrações, incluindo escorregas, dois rios preguiçosos e passeios de jangada. O parque inclui dois passeios temáticos ao vulcão: o Ko'okiri Body Plunge, um toboágua de 70 graus e 125 pés; e o Krakatau Aqua Coaster, um passeio de canoa viajando entre os picos e vales do vulcão central no parque. O parque também oferece a cada visitante uma pulseira quando compra o ingresso. A pulseira permite que os hóspedes façam check-in para passeios e evitam ficar na fila.

### Universal Studios Japan
Após quase três anos de construção, o Universal Studios Japan foi inaugurado em 31 de março de 2001, no distrito de Konohana-ku em Osaka, Japão, e foi o primeiro parque temático da Universal Studios a abrir fora dos EUA. Também foi o primeiro parque temático da Universal para operar na região asiática. O parque incorpora atrações do Universal Orlando e Hollywood e possui um distrito chamado CityWalk, um shopping com vários hotéis oficiais da Universal e muitos restaurantes e lojas, incluindo lojas que vendem mercadorias da Universal Studios e lembranças de Osaka. O parque temático ocupa uma área de 108 acres e é o parque de diversões mais visitado no Japão, depois de seu rival Tokyo Disney Resort.

### Universal Studios Singapore
A construção do parque de Cingapura começou no Resorts World Sentosa em Sentosa, Cingapura, em 19 de abril de 2008. O Universal Studios Singapore teve uma abertura suave em 18 de março de 2010 e, posteriormente, uma ampla abertura em 28 de maio de 2011. Foi o segundo parque temático da Universal Studios a operar na Ásia e também o primeiro no sudeste da Ásia. Como outros parques temáticos da Universal, possui atrações de várias propriedades da Universal e de outras empresas de estúdios, incluindo Jurassic Park, Madagascar, Shrek, The Mummy, Waterworld, Transformers e outros. Atualmente, a área em que se localiza é de 20 hectares (49 acres) de tamanho, que ocupa a parte mais oriental dos Resorts World Sentosa de 49 hectares e é comercializada como um "parque temático único na Ásia''. No entanto, não possui o Universal CityWalk District, pois já possui um shopping center e restaurantes próximos ao parque. Ao contrário de outros parques temáticos da Universal, o Universal Studios Singapore é de propriedade do Genting Group com a aprovação de licenciamento da Universal Parks & Resorts.

### Universal Beijing Resort
O Universal Beijing Resort é o um parque temático da Universal, que abriu em setembro de 2021 em Pequim, China. Ele inclui passeios e atrações com temas principalmente para filmes, programas de TV, animação e música de propriedade da Universal, além de propriedades licenciadas de outras empresas (por exemplo, Warner Bros., Paramount Pictures, etc.)  O projeto foi anunciado em 13 de outubro de 2014, com mais de 20 bilhões de RMB sendo investidos no projeto. É de propriedade conjunta da Beijing Shouhuan Cultural Tourism Investment Co., Ltd. (BSH Investment), um consórcio de quatro empresas estatais e Universal Parks & Resorts.

## Parques temáticos cancelados

### Universal Studios Moscow
O Universal Studios Moscow seria um parque temático coberto e complexo de entretenimento previsto ser inaugurado em 2022, mas foi cancelado.

### Universal Studios South Korea
O Universal Studios South Korea seria um parque temático localizado em Hwaseong, Coréia do Sul. Foi um projeto problemático, tendo sido cancelado três vezes  sendo o cancelamento mais recente em 2017. No entanto, o projeto foi reaberto em 2018 com uma abertura planejada para 2021, sendo cancelado novamente.